# 차토르
|   | a  | b  | c  | d  | e  | f  | g  | h  |   |
| 8 | a8 | b8 | c8 | d8 | e8 | f8 | g8 | h8 | 8 |
| 7 | a7 | b7 | c7 | d7 | e7 | f7 | g7 | h7 | 7 |
| 6 | a6 | b6 | c6 | d6 | e6 | f6 | g6 | h6 | 6 |
| 5 | a5 | b5 | c5 | d5 | e5 | f5 | g5 | h5 | 5 |
| 4 | a4 | b4 | c4 | d4 | e4 | f4 | g4 | h4 | 4 |
| 3 | a3 | b3 | c3 | d3 | e3 | f3 | g3 | h3 | 3 |
| 2 | a2 | b2 | c2 | d2 | e2 | f2 | g2 | h2 | 2 |
| 1 | a1 | b1 | c1 | d1 | e1 | f1 | g1 | h1 | 1 |
|   | a  | b  | c  | d  | e  | f  | g  | h  |   |

차토르(말레이어: Chator) 또는 마인 차토르(Main Chator)는 말레이시아와 인도네시아에서 행하는 2인용 보드 게임이며, 인도 게임인 차투랑가 또는 이와 유사한 게임에서 비롯되었다고 알려진 말레이식 장기이다.

## 규칙
기반은 정사각형, 8 곱하기 8칸.말의 배치는 현재의 체스와 유사하지만 상대 왕과 여왕은 교차하는 배치를 취한다(체스는 상대 킹과 자신의 킹이 마주본다).
판은 정사각형, 8 x 8이다. 기물의 배치는 현재의 체스와 유사하지만, 자신의 왕이 상대의 여왕과, 자신의 여왕이 상대의 왕과 마주보는 배치를 취한다(체스는 자신의 킹과 상대의 킹이 마주한다.).
기물은 라자(Raja, 왕) 1개, 만트리(Mantri, 대군) 1개, 가자(Gajah, 코끼리) 개, 쿠다(Kuda, 말) 2개, 체모르(Chemor, 보트 또는 전차) 2개, 비닥(Bidaq, 병사) 8개로 총 16개이다. 행마법은 막룩과 싯두인과 동일하며, 비닥(병사)의 경우 앞으로 1칸 움직이고, 적 기물을 잡을때 대각선 방향의 기물만을 잡을 수 있다.
비닥은 상대 진영 끝으로 가면 승격을 할 수 있으나, 이를 위해서는 체모르(보트)의 열(좌우의 끝)을 제외하면, 주대각선 상으로 후퇴를 한 후, 해당 열의 기물로 승격된다(왕의 열은 만트리(대군)으로 승격).
예를 들어 f6까지 후퇴한 흰색의 비닥은 가자(코끼리)가 된다. a8 또는 h8에 도달한 흰색의 비닥은 주대각선상에 있기 때문에 후퇴없이 바로 승격된다.
상대의 라자(왕)를 외통수 시키면 승리가 된다.

## 기물 명칭
| 말레이어                             | 자와어                 | 해당 막룩 기물 | 해당 체스 기물 |
| ------------------------------------ | ---------------------- | -------------- | -------------- |
| 라자 (Raja) (왕)                     | 라투 (Ratu) (군주)     | 쿤             | 킹             |
| 만트리 (Mantri) (대군)               | 파테 (Pateh)           | 멧             | 퀸             |
| 가자 (Gajah, 코끼리)                 | 만트리 (Mantri) (대군) | 콘             | 비숍           |
| 쿠다 (Kuda, 말)                      | 자란 (Jaran, 말)       | 마             | 나이트         |
| 테르(Ter, 전차)/체모르(Chemor, 보트) | 프라후(Prahu)          | 르어           | 룩             |
| 비닥 (Bidak, 병사)                   | 비닥 (Bidak, 병사)     | 비어           | 폰             |